# Steen Due
Steen Due (ur. 27 lutego 1898 w Kopenhadze, zm. 26 maja 1974 w Glostrup) – duński hokeista na trawie. 
Na letnich igrzyskach olimpijskich w Antwerpii (1920) wraz z drużyną zdobył srebrny medal.